# 凸脉飞燕草
凸脉飞燕草（学名：Delphinium rugulosum）为毛茛科翠雀属飞燕草亚属一年生草本植物。

## 扩展阅读
- 維基物種上的相關：凸脉飞燕草